# 温儒敏
温儒敏（1946年—），笔名阿敏、阿敏古，男，广东紫金人，中国现代文学研究家，现任北京大学中文系教授，北京大学语文教育研究所荣誉所长，山东大学讲席教授。曾任北大中文系主任，北大出版社总编辑，国务院学位委员会第五届学科评议组成员，中国现代文学研究会会长。他还是中华人民共和国教育部中小学统编教材语文学科总主编，并因此受到争议。
1969年，温儒敏于中国人民大学语文系毕业后，先在广东韶关工作多年。1978年，参加恢复研究生招生后的第一次入学考试，考入北京大学中文系研究生；1981年获文学硕士学位并留校任教。1984年又继续师从王瑶攻读博士，1987年获文学博士学位。